# 6750 Katgert
A 6750 Katgert (ideiglenes jelöléssel 1078 T-1) a Naprendszer kisbolygóövében található aszteroida. Cornelis Johannes van Houten,  Ingrid van Houten-Groeneveld és Tom Gehrels fedezte fel 1971. március 24-én.